# Tamerlan Agouzarov
Tamerlan Kimovitch Agouzarov (en russe : Тамерлан Кимович Агузаров, en ossète : Æгъызарты Кимы фырт Тамерлан), né le 14 juin 1963 à Alaguir et mort le 19 février 2016 à Moscou, est un homme politique russe d'Ossétie du Nord-Alanie, membre de Russie unie.

## Biographie
Juriste de formation, Tamerlan Agouzarov travaille comme adjoint au procureur de Vladikavkaz de 1987 à 1999, avant d'être président de la Cour suprême d'Ossétie du Nord-Alanie pendant douze ans. À ce titre, il préside au procès du seul survivant des preneurs d'otages de Beslan qui est condamné à la prison à perpétuité en mai 2006. 
Membre du parti Russie unie, il est élu en décembre 2011 député à la Douma. Le 5 juin 2015, il est nommé par Vladimir Poutine chef d'Ossétie du Nord-Alanie, par intérim, avant d'être élu par le Parlement de cette république le 13 septembre suivant.
Hospitalisé à Moscou à la suite d'une pneumonie aiguë, il y meurt le 19 février 2016.